# Señorío de Valverde
El Señorío de Valverde es un título nobiliario, que creado y confirmado por primera vez por el rey Enrique III a Don Martín Ruíz de Alarcón, sobre las propiedades y villas de Valverde y de Talayuelas.

## Señores de Valverde
- Martín Ruíz de Alarcón, Señor de Valverde, Talayuelas y Veguillas.
- Lope Ruíz de Alarcón, Señor de Valverde, Talayuelas, Veguillas, Hontecillas, Albadejo y Zafra.
- Diego Ruíz de Alarcón, Señor de Valverde, Talayuelas, Veguillas y Hontecillas.
- Pedro Ruíz de Alarcón (Hno. Del anterior), Señor de Valverde, Talayuelas, Veguillas y Hontecillas.
- Francisca Ruíz de Alarcón, Señor de Valverde, Talayuelas, Veguillas y Hontecillas.
- Pedro Ruíz de Alarcón (Sin descendencia), Señor de Valverde, Talayuelas, Veguillas y Hontecillas.
- Jorge Ruíz de Alarcón (Nieto de Lope Ruíz de Alarcón), Señor de Valverde, Talayuelas, Veguillas y Hontecillas.
- Juan Ruíz de Alarcón, Señor de Valverde, Talayuelas, Veguillas y Hontecillas.
- Jorge Ruíz de Alarcón, Señor de Valverde, Talayuelas, Veguillas y Hontecillas.
- Diego Ruíz de Alarcón, Señor de Valverde, Talayuelas, Veguillas y Hontecillas. 1.er. Conde de Valverde.